# Tacheocampylaea raspailii
Tacheocampylaea raspailii е вид коремоного от семейство Хелицидови (Helicidae). Видът е световно застрашен, със статут Уязвим.

## Разпространение
Видът е ендемичен за Корсика, Франция.